# كاثرين ماكولاي
كانت كاثرين ماكولاي (سوبريدج 23 مارس 1731 – 22 يونيو 1791)، مؤرخة يمينية إنجليزية جمهوريّة.

## النشأة
كاثرين ماكولاي هي ابنة جون سوبريدج (1699-1762) وزوجته إليزابيث وانلي (المتوفية عام 1733) من أولانتيج. كان سوبريدج مالك أراض، وهو من قرية واي بمقاطعة كنت، وانحدر أسلافه من كتائب ملاك الأراضي بوارويكشاير.
تلقت ماكولاي تعليمها في المنزل على يد معلمة خصوصية. زعمت ماكولاي أنها كانت قارئة نهمة منذ سن مبكرة في المجلد الأول من كتابها تاريخ إنجلترا، وبالأخص للكتب التي تعرض الحرية في أعلى حالاتها في سجلات الجمهوريات الرومانية واليونانية... وأضافت [أنه في أثناء طفولتها] «باتت الحرية معبودًا ثانيًا».
لكنّ هذه الشهادة تتعارض مع ما قالته لصديقها بنجامين راش، إذ وصفت نفسها بأنها «ظلت فتاة متهورة حتى بلغت العشرين، حينئذ تمايز عندها حس للكتب والمعرفة بعد قراءة كم كبير من كتب التاريخ، التي التقطتها من نافذة منزل والدها». وقالت أيضًا لـكاليب فليمنغ إنها لا تعرف اللاتينية ولا اليونانية.
لا يُعرف الكثير عن حياتها المبكرة. زارت العالمة إليزابيث كارتر، المتخصصة في اللغة اليونانية واللاتينية، كانتربيري في عام 1757، حيث التقت ماكولاي، التي كانت في ذلك الوقت تبلغ من العمر 26 عامًا. كما وصفتها في رسالة إلى صديق بأنها «امرأة عاقلة ولطيفة، وأكثر علمًا بكثير مما قد تستشفه من سيدة جميلة، ولكن من بين قوانين أسبرطة، وسياسة الرومان، وفلسفة إبيقور، وذكاء سانت إيفرموند، يبدو أنها كوّنت نظامًا استثنائيًا».
تزوجت ماكولاي من الطبيب الاسكتلندي جورج ماكولاي (1716-1766) في 20 يونيو 1760 وعاشا في سانت جيمس بلندن. بقيا متزوجين لمدة ست سنوات حتى وفاته في عام 1766، وأنجبا طفلة واحدة، باسم كاثرين صوفيا.

## الزيارة الأمريكية
كانت مرتبطة شخصيًا بالعديد من الشخصيات البارزة بين الثوريين الأمريكيين. وكانت أول راديكالي إنكليزي يزور أمريكا بعد الاستقلال، حيث مكثت هناك منذ 15 يوليو 1784 إلى 17 يوليو 1785. زارت ماكولاي جيمس أوتيس وأخته، ميرسي أوتيس وارن. وكتبت ميرسي بعد ذلك أن ماكولاي كانت «سيدة يبدو أن مواردها المعرفية لا تنضب تقريبا»، وكتبت إلى جون آدمز أنها «سيدة ذات موهبة استثنائية للغاية، وعبقرية قائدة وفكر رائع». كان لماكولاي، بحسب كاتب سيرة ميرسي الذاتية، «تأثير أعمق على ميرسي من أي امرأة أخرى في عصرها». زارت نيويورك والتقت بريتشارد هنري لي، الذي شكر بعد ذلك صموئيل آدمز على تعريفه «بهذه السيدة الممتازة».
بقيت ماكولاي، بناء على توصية من لي نوكس وهنري نوكس، في جبل فيرنون مع جورج واشنطن وعائلته. كتب واشنطن بعد ذلك إلى لي يعبر عن سعادته لمقابلة «سيدة …، تحظى مبادئها بإعجاب كبير، وهي بحق من أصدقاء الحرية والبشرية».

## السنوات الأخيرة
حصلت ماكولاي، وفقًا لماري هايز، على «العديد من المواد القرائية من الجنرال واشنطن» لتاريخ الثورة الأمريكية، ولكن «حالتها الصحية المتدهورة» حالت بينها وبين الاطلاع عليها. وكتبت ماكولاي إلى ميرسي في عام 1787: «على الرغم من أن تاريخ ثورتكم الرائعة الأخيرة هو ما كنت سأفعله لو عاد الشباب يومًا، إلا أني لأسباب كثيرة أتراجع الآن عن مثل هذه المهمة».
توفيت ماكولاي في بينفيلد ببركشاير في 22 يونيو 1791، ودُفنت في كنيسة القديسين في المنطقة.